# Parlamentswahl in Kasachstan 1995
Die Parlamentswahl in Kasachstan 1995 fand am 9. Dezember 1995 mit einer Stichwahl am 23. Dezember statt. Gewählt wurden die 67 Abgeordneten im Mäschilis, dem Unterhaus des kasachischen Parlaments.

## Wahlsystem
Das Wahlsystem wurde durch die Annahme der neuen Verfassung durch das Verfassungsreferendum in Kasachstan 1995 grundlegend verändert. Das Parlament wurde in ein Zweikammersystem transformiert mit dem Senat als Oberhaus und dem Mäschilis als Unterhaus. Die Zahl der Abgeordneten schrumpfte von 177 nach der Parlamentswahl in Kasachstan 1994 auf insgesamt 114 Abgeordnete in beiden Kammern des Parlaments, davon 67 im Unterhaus. Die Abgeordneten im Unterhaus wurden per Mehrheitswahl in landesweit 67 Wahlbezirken gewählt, wobei eine absolute Mehrheit für den Einzug in das Parlament nötig war. Erreichte keiner der Kandidaten mehr als 50 % der abgegebenen Stimmen, wurde in dem Wahlbezirk eine Stichwahl zwischen den beiden erfolgreichsten Kandidaten des ersten Wahlgangs abgehalten. Die Legislaturperiode des gewählten Parlaments belief sich auf vier Jahre, für die Gültigkeit der Wahl war eine Wahlbeteiligung von mindestens 50 % notwendig.

## Hintergrund
Nach der Parlamentswahl 1994 kam es zu erheblichen politischen Verwerfungen in Kasachstan. Das Parlament präsentierte sich überaus kritisch gegenüber Präsident Nursultan Nasarbajew und wurde zu einer Gefahr für dessen autoritären Machtanspruch. Unter den Abgeordneten bildete sich bereits im Mai 1994 eine Mehrheit für ein mögliches Misstrauensvotum gegen den Präsidenten. Daraufhin wurde seitens des Präsidenten und der Regierung verstärkt Druck auf das Parlament ausgeübt. Im März 1995 beschloss das Verfassungsgericht Kasachstans schließlich, dass die Parlamentswahl in Kasachstan 1994 ungültig sei und das daraus resultierende Parlament damit illegal. Präsident Nasarbajew löste basierend auf diesem Urteil das Parlament gegen den Widerstand der Mehrheit der Abgeordneten auf und regierte von März bis Dezember 1995 ohne parlamentarische Kontrolle per Dekret. Dabei stärkte er seine Machtstellung erst durch Änderungen der bestehenden Verfassung und im August 1995 schließlich durch die Einführung einer neuen Verfassung, die dem Präsidenten mehr Rechte und Kompetenzen einräumt. Für den 9. Dezember 1995 setzte Nasarbajew die nächsten Parlamentswahlen an, schwächte die Rolle des Parlaments aber im Monat der Wahl durch ein weiteres Dekret, das dem Präsidenten die Möglichkeit gab, jederzeit Parlamentswahlen anzusetzen und bestehende Gesetze außer Kraft zu setzen. Die Politik der Stärkung des Präsidialamts im Jahr 1995 ging mit einem repressiven Vorgehen gegen die Opposition einher. Diese wurde bereits im Vorfeld des Verfassungsreferendums im August 1995 soweit bekämpft, dass es kaum Kritik am Vorgehen des Präsidenten gab. Zu diesem Zweck dienten Einschränkungen der Versammlungsfreiheit und der Meinungsfreiheit, aber auch die Einbindung führender Oppositionspolitiker in den Staatsapparat, beispielsweise durch hochrangige Botschafterposten im Ausland.

## Parteien und Kandidaten
Präsident Nasarbajews Maßnahmen im Jahr 1995 zielten auf eine Schwächung des Parlaments und die Verhinderung jeglicher Gefährdung seiner Macht durch das Parlament, vergleichbar der Situation im Jahr 1994, ab. Auch die Registrierung von Parteien und Kandidaten durch die Wahlbehörden wurde dabei als Mittel zur Bekämpfung der Opposition eingesetzt, da der Registrierungsprozess für oppositionelle Politiker und Parteien deutlich erschwert wurde. Die bedeutendste Partei in Kasachstan zum Zeitpunkt der Wahl war die Union der nationalen Einheit, die Partei des Präsidenten Nasarbajew. Diese war bereits bei der Wahl 1994 stärkste Fraktion im kasachischen Parlament geworden. Von Bedeutung war zudem die 1995 gegründete Demokratische Partei, die ebenfalls den Präsidenten und seinen Kurs unterstützte. Neben diesen beiden großen Parteien gab es zahlreiche kleinere Parteien, die den Präsidenten und seinen Kurs unterstützten, zudem kandidierten zahlreiche Unterstützer Nasarbajews als unabhängige Kandidaten. Seitens der Opposition war der Volkskongress Kasachstans die wichtigste Partei, nachdem dieser 1994 als drittstärkste Fraktion in das kasachische Parlament einziehen konnte. Auch die Kommunistische Partei Kasachstans wurde als oppositionell eingestuft. Andere Oppositionsparteien boykottierten die Wahl auf Grund der Einschränkung von Grundrechten und der Behinderung der Oppositionsarbeit.

## Ergebnis
Die Angaben hinsichtlich des Ergebnisses der Wahl sind je nach Quelle stark unterschiedlich. Grund für diese Abweichungen war die geringe Trennschärfe zwischen Kandidaten einzelner Parteien und unabhängigen Kandidaten innerhalb des pro-präsidentiellen Lagers, die zu unterschiedlichen Angaben bezüglich der Fraktionsstärke pro-präsidentieller Parteien und der Zahl unabhängiger Abgeordneter im Parlament führten. Nach Angaben der Interparlamentarische Union ergab sich folgende Zusammensetzung des Mäschilis:
| Partei                             | Mandate |
| ---------------------------------- | ------- |
| Union der nationalen Einheit       | 11      |
| Demokratische Partei               | 7       |
| Kommunistische Partei Kasachstans  | 2       |
| Sozialistische Partei Kasachstans  | 1       |
| Partei der Kooperation Kasachstans | 1       |
| Volkskongress Kasachstans          | 1       |
| Unabhängige                        | 44      |
| Gesamt                             | 67      |

Die Wahlbeteiligung wurde im ersten Wahlgang mit 80,73 % und im zweiten Wahlgang mit 76,15 % angegeben. Trotz der abweichenden Angaben hinsichtlich der genauen Zusammensetzung des Parlaments bestand bei Beobachtern Einigkeit über die Tatsache, dass es im neu gewählten Parlament eine deutliche Mehrheit für den Präsidenten Nasarbajew und seine Politik gab. Dieser konnte durch die Stärkung der Rechte des Präsidenten mittels der Einführung einer neuen Verfassung und durch die Neuwahl des Parlaments zu Ungunsten der zuvor stark vertretenden Opposition seine Position im Jahr 1995 damit insgesamt deutlich stärken und die Grundlage für eine langfristige Präsidentschaft legen. Am 30. Januar 1996 kam das Parlament erstmals zusammen. Im Amt des Premierministers wurde Äkeschan Qaschygeldin bestätigt, der dieses Amt bereits seit 1994 innehatte.

## Bewertung
Die Vorgehensweise von Präsident Nasarbajew und die Parlamentswahl 1995 stießen insbesondere im Ausland auf Kritik. Beobachter der Organisation für Sicherheit und Zusammenarbeit in Europa verzeichneten am Wahltag zahlreiche Unregelmäßigkeiten, darunter zahlreiche Fälle mehrfacher Stimmabgabe. Außerdem zweifelten die OSZE-Beobachter die offizielle Wahlbeteiligung an und gingen von einer niedrigeren Wahlbeteiligung aus. Auch Human Rights Watch kritisierte die Vorgänge in einem Bericht zur post-sowjetischen Entwicklung Kasachstans, dabei wurde insbesondere auf die Einschränkung von Grundrechten und den zunehmend autoritären Regierungsstil des Präsidenten aufmerksam gemacht. Die kasachische Opposition war im Laufe des Jahres 1995 erheblich geschwächt worden und konnte nach der Parlamentswahl 1995 nicht mehr die aktive politische Funktion einnehmen, die 1994 zu seiner Auflösung geführt hatte. Präsident Nasarbajew selbst rechtfertigte sein Vorgehen mit der These, dass europäische Systeme in den eurasischen Weiten nicht funktionieren würden.